# セテラ・インターナショナル
有限会社セテラ・インターナショナル（セテラ・インターナショナル）は、東京都目黒区の映画配給会社。主な業務は、外国映画の輸入・配給。
フランスの名優ジェラール・フィリップの映画を上映するために、映像輸入会社に勤務していた現社長の山中陽子が1989年に設立。
主な配給作品は「から騒ぎ」(1994年) 「最高の恋人」(1995年)「パリのレストラン」（1996年）「そして僕は恋をする」（1997年）「ムッシュ・カステラの恋」（2001年）「パリ・ルーブル美術館の秘密」（2004年）「ベルリン・フィルと子どもたち」（2004年）「ランジェ侯爵夫人」（2008年）「モリエール 恋こそ喜劇」（2010年）「あしたのパスタはアルデンテ」（2011年）「ファウスト」（12年）「ファースト・ポジション 夢に向かって踊れ!」（2012年）「クロワッサンで朝食を」（2013年）「ハンナ・アーレント」（2013年）「パレードへようこそ」（2015年）「最高の花婿」（2016年）「セザンヌと過ごした時間」（2016年）「はじめてのおもてなし」（2017年）「私は確信する」（2021年）「シンプルな情熱」（2021年）など。

## 配給作品
1992年
- 希望の街
- アフタヌーンティーはベットで

1993年
- カサノヴァ 最後の恋
- セ・ラ・ヴィ

1994年
- ピーターズ・フレンズ
- から騒ぎ

1995年
- 最高の恋人
- 君さえいれば/金枝玉葉

1996年
- 月夜の願い
- ジェラール・フィリップ 映画祭
- 司祭
- パリのレストラン

1997年
- ラブ・セレナーデ
- ボーマルシェ フィガロの誕生
- アルノー・デプレシャン 映画祭

1998年
- 女優マルキーズ
- 愛の破片

1999年
- コメディ・フランセーズ 演じられた愛

2000年
- 嘘の心
- スペシャリスト 自覚なき殺戮者
- 倦怠

2001年
- ハリー、見知らぬ友人
- エスター・カーン めざめの時
- ムッシュ・カステラの恋

2002年
- 父よ
- 生誕80周年記念特別企画 蘇るジェラール・フィリップ

2003年
- ロベルト・スッコ

2004年
- パリ・ルーブル美術館の秘密
- オランダの光
- ベルリン・フィルと子どもたち

2005年
- ロバと王女 デジタルニューマスター版

2006年
- 愛されるために、ここにいる

2007年
- BALLERINA マリインスキー・バレエのミューズたち

2008年
- ランジェ侯爵夫人
- オーケストラの向こう側　フィラデルフィア管弦楽団の秘密
- 帝国オーケストラ　ディレクターズカット版
- ベルリン・フィル　最高のハーモニーを求めて

2009年
- キャラメル
- ベジャール・バレエ・ローザンヌ 80分間　世界一周
- マリア・カラスの真実
- ジェラール・フィリップ没後50年特別企画　『赤と黒　デジタルリマスター版』
- ベジャール、そしてバレエはつづく

2010年
- モリエール 恋こそ喜劇
- シスタースマイル ドミニクの歌
- わたしの可愛い人 シェリ

2011年
- マーラー 君に捧げるアダージョ
- ふたりのヌーヴェルヴァーグ ゴダールとトリュフォー
- あしたのパスタはアルデンテ

2012年
- 魔弾の射手
- ファウスト
- きっとここが帰る場所
- みんなで一緒に暮らしたら
- ジェラール・フィリップ生誕90年　デジタルリマスター版　特別映画祭
- ファースト・ポジション 夢に向かって踊れ!

2013年
- クロワッサンで朝食を
- 黒いスーツを着た男
- ハンナ・アーレント

2014年
- コーヒーをめぐる冒険
- 不機嫌なママにメルシィ!

2015年
- ナショナル・ギャラリー　英国の至宝
- パレードへようこそ
- ターナー、光に愛を求めて
- あの頃エッフェル塔の下で

2016年
- 最高の花婿
- 太陽のめざめ
- TOMORROW パーマネントライフを探して

2017年
- モン・ロワ 愛を巡るそれぞれの理由
- セザンヌと過ごした時間
- 悪魔祓い、聖なる儀式

2018年
- はじめてのおもてなし

- 危険な関係 4Kデジタル・リマスター版
- バスキア、10代最後のとき

2019年
- パパは奮闘中!

- 巨匠 ルネ・クレール 監督 生誕120周年 『巴里祭 4Kデジタル・リマスター版』『リラの門 4Kデジタル・リマスター版』
- 今さら言えない小さな秘密
- 去年マリエンバートで 4Kデジタル・リマスター版

2020年
- 最高の花婿 アンコール
- お名前はアドルフ?
- ニューヨーク 親切なロシア料理店

2021年
- 私は確信する

- ジュ・テーム・モワ・ノン・プリュ 4K完全無修正版
- シンプルな情熱
- 巨匠 ルネ・クレール 監督 没後40周年記念企画 ルネ・クレール レトロスペクティブ
- ヴォイス・オブ・ラブ

2022年
- ニトラム/NITRAM
- ボイリング・ポイント/沸騰
- ジェラール・フィリップ 生誕100年映画祭